# Schnelldampferzeuger
Schnelldampferzeuger sind Zwangdurchlaufkessel zur Erzeugung von Sattdampf. Schnelldampferzeuger werden in mit einer Dampfleistung von bis zu 3 t(Dampf)/h bei Drücken bis ca. 32 bar angeboten.

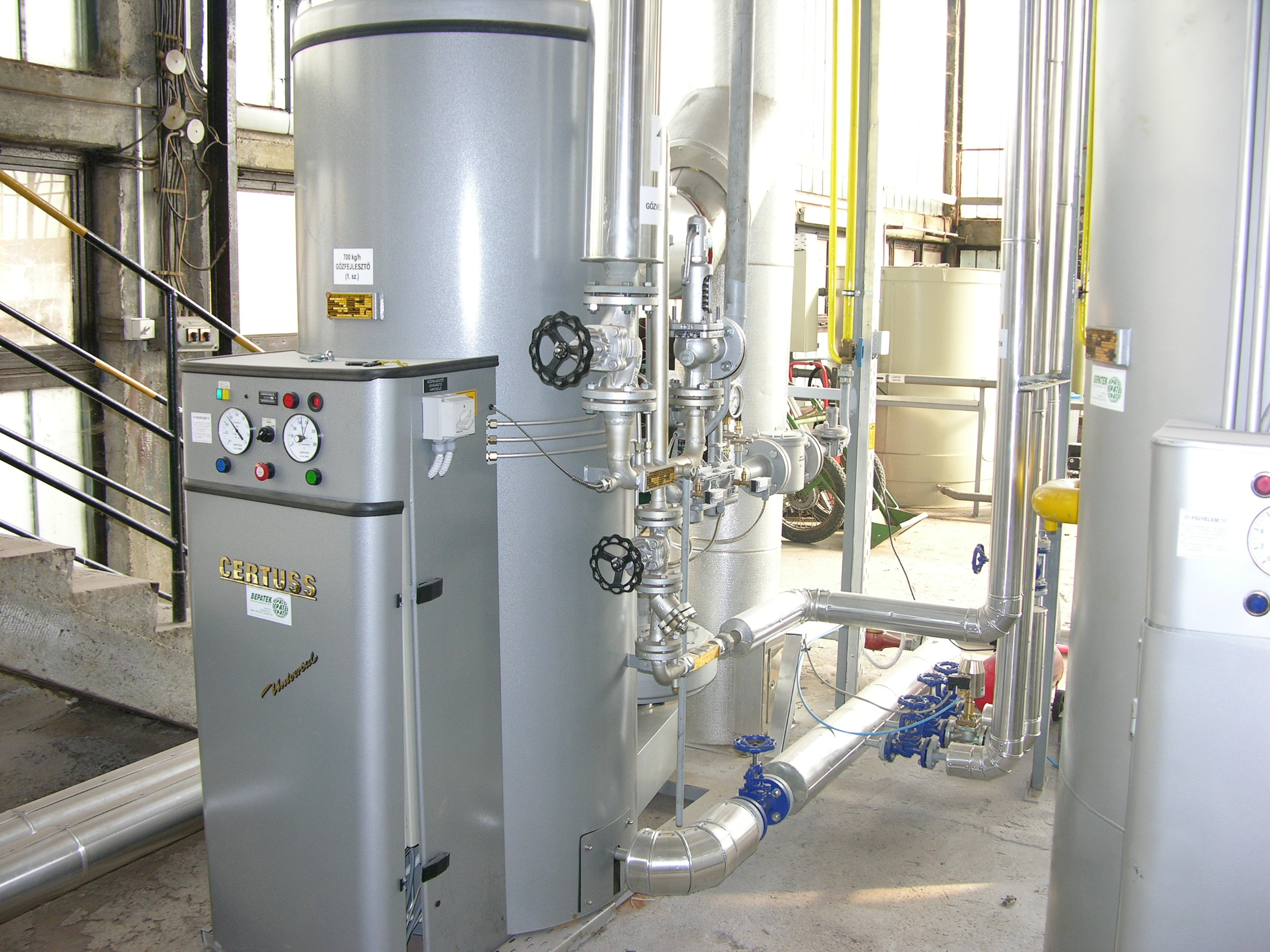
Schnelldampferzeuger

Schnelldampferzeuger bestehen aus einer spiralförmig und meistens mehrfach verschachtelten Rohranordnung (Rohrschlange) zur Erzeugung von Wasserdampf. Für die Wasserzuführung werden Kolbenpumpen mit definiertem Volumenstrom eingesetzt und Stufenbrenner. Die Speisepumpe und der Brenner weisen meistens zwei Leistungsstufen auf. Der Wasservolumenstrom ist so bemessen, dass bei der Brennerleistung eine nahezu vollständige Verdampfung des Wassers beim Durchströmen der gesamten Rohranordnung gewährleistet ist. Es wird somit Wasserdampf mit einer gewissen Restfeuchtigkeit (Nassdampf) erzeugt. Durch einen nachgeschalteten Dampftrockner kann der Restwassergehalt auf 3 % reduziert werden.
Schnelldampferzeuger gibt es in unterschiedlichen Bauformen. Sie bestehen aus einem liegenden oder stehenden rauchgasdichtem isolierten Kesselgehäuse. Innerhalb dieses Gehäuses befindet sich die Rohrschlange. Je nach Bauart ist das zylindrische Gehäuse liegend oder stehend angeordnet. Die Firma Loos stellte liegende Schnelldampferzeuger her. Die stehende Ausführung hat den Vorteil eines noch geringen Platzbedarfs. Bei der Fa. Certuss werden Sturzbrenner eingesetzt, die von oben in das Gehäuse feuern, während bei der Fa. Clayton der Brenner, je nach Produkt, von unten und von oben in das Gehäuse eingeführt ist.
Da die Überwachung eines Wasserstandes an der Kesselbauart nicht möglich ist, wird die Rauchgastemperatur am Kesselaustritt und die Dampftemperatur als Kriterium für einen unzureichenden Wasserstrom genutzt und Temperaturbegrenzer schalten die Feuerung bei Überschreiten der Grenzwerte ab.